# Бугровка (река)
Бугровка — река в России, протекает по Прокопьевскому району Кемеровской области. Устье реки находится в 13 км по левому берегу реки Черновой Нарык. Длина реки составляет 12 км.

## Данные водного реестра
По данным государственного водного реестра России относится к Верхнеобскому бассейновому округу, водохозяйственный участок реки — Томь от города Новокузнецк до города Кемерово, речной подбассейн реки — Томь. Речной бассейн реки — (Верхняя) Обь до впадения Иртыша.